# Liptákov
Liptákov je fiktivní česká vesnice v Jizerských horách spojená se jménem rovněž fiktivního českého génia Járy Cimrmana. Reálným předobrazem Liptákova stály Zdeňku Svěrákovi a Ladislavu Smoljakovi Příchovice u Tanvaldu, kde posléze vzniklo Cimrmanovo muzeum s rozhlednou. Někdy bývá Liptákov ztotožňován také s nedalekým Ferdinandovem, kde byl Cimrman údajně naposledy spatřen, či Starou Hutí a Vescem u Sobotky, které mu propůjčily podobu pro potřeby divadelní hry Akt a filmu Jára Cimrman ležící, spící.

## Fiktivní historie
Největší objem informací o Liptákově přináší představení Posel z Liptákova, které je na Cimrmanovo zdejší působení přímo zaměřeno. Významné zmínky ale najdeme i v základním semináři ke hře Akt.
Jára Cimrman zde pobýval (podle zápisu v obecní kronice) od roku 1902 do roku 1914 a napsal zde řadu svých děl, která pak s nevalným úspěchem uváděl s místními ochotníky. Do Liptákova se Cimrman vydal s úmyslem navštívit svoji sestru Luisu, která zde působila jako učitelka, po příchodu do vsi však zjistil, že nedávno zemřela. Hned tedy našel uplatnění jako její zástup, než škola najde nového učitele.
V liptákovské kronice je Jára Cimrman označován pohrdavě jako „Vídeňák“ a z dalších poznámek plyne, že ho místní zřejmě (až na pár výjimek) nikdy plně nepřijali mezi sebe a na jeho svérázné nápady a aktivity pohlíželi s nedůvěrou nebo posměchem. Vedle jiného zde Cimrman založil tělovýchovné sdružení Sup (zkratkové slovo utvořené ze slov sport–umění–peří), kde zaváděl své originální cvičební metody.
Významnými občany Liptákova v Cimrmanově době byli statkář a starosta Josef Fulín, hostinský Sirotek nebo nadlesní Schmoranz, s jehož o mnoho mladší ženou se Cimrman sblížil a pravděpodobně zplodil nemanželského potomka Jaroslava. Jeho syn (čili Cimrmanův vnuk) Josef Schmoranz je veřejnosti představen v semináři ke hře Posel z Liptákova. Do obce je fiktivně umístěno také dětství Konráda Henleina (který se v tomto regionu skutečně narodil).
Dne 26. července 1914, tedy dva dny před vypuknutím světové války, Cimrman z Liptákova nečekaně odešel a jeho stopa se ztrácí. Cimrmanologové dlouho chápali tento den jako symbolický konec jeho života, ale v poslední hře České nebe přišli s převratným objevem, že ještě přinejmenším za války žil a tvořil v Praze, kde byl ve styku mj. s Franzem Kafkou.
V jeho filmové biografii Jára Cimrman ležící, spící je naznačeno, že Cimrman se později do Liptákova vrátil, aby zde dožil jako průvodkyně v muzeu peří (se svou vlastní pamětní světničkou). Podle odhadovaného data narození by mu (v roce 1983, kdy byl film uveden) bylo mezi 99 a 130 lety.
Kolem roku 1966 dr. Evžen Hedvábný na své liptákovské chalupě za přítomnosti svého bratrance dr. Svěráka, pyrotechnika Šťáhlavského a předsedy MNV Kučerové objevil truhlu s Cimrmanovou pozůstalostí. Tímto bylo Cimrmanovo dílo nalezeno pro svět a začala soustavná práce na jeho rekonstrukci.

### Rozpory
Některé informace z cimrmanologických seminářů týkající se jeho pobytu v Liptákově si jistou měrou odporují. Například podle zjištění badatelského týmu Salonu Cimrman pobýval Jára Cimrman zhruba v téže době také ve vesnici Šemanovice (která skutečně existuje) na Kokořínsku, kde byl odhalen i jeho hrob.
Kolidující údaj se objevuje i v produkci samotného Divadla Járy Cimrmana v semináři ke hře Lijavec. Zde je řečeno, že Cimrman odešel z Liptákova již roku 1912, načež se řízením osudu dostal do starobince ve Frymburku na Šumavě, a není známo, zda jej ještě někdy opustil. (Představení Posel z Liptákova a Lijavec přitom vznikla zhruba v téže době.)

## Poloha
Jednou z indicií pro hledání předobrazu Liptákova je snímek domu liptákovského kloboučníka Lešnera, který je ukazován v semináři ke hře Akt. Tento snímek byl pořízen ve Staré Huti na Příbramsku, rodišti Svěrákovy manželky Boženy.
Podle cimrmanologického paradigmatu se ovšem Liptákov nachází v Jizerských horách nedaleko Tanvaldu. V semináři Posla z Liptákova je detailně popsána cesta cimrmanologů z Prahy do Liptákova, avšak posledním záchytným bodem je obec Držkov ležící na samotném okraji Jizerských hor. Dále je zmíněna pouze skutečnost, že v Liptákově se nachází rybník Pecka či Petarda, který vznikl jako vedlejší produkt jednoho z Cimrmanových zemědělských experimentů.
Pro bližší lokalizaci Liptákova není příliš přínosná ani skutečnost, že vědec, který ve filmu Jára Cimrman ležící, spící pátrá po stopách Járy Cimrmana, přesedá při cestě do Liptákova z vlaku na autobus v Libošovicích na Jičínsku. Ve filmu se následně objevují záběry Liptákova a místa, kde byl Cimrman údajně naposledy spatřen. Tyto záběry se natáčely ve vesnické památkové rezervaci Vesec u Sobotky (což je součást Libošovic). Film zároveň prozrazuje, že Liptákov leží přibližně 320 kilometrů od Vídně a 90 km od Prahy. Tato informace potvrzuje zmiňované tvrzení, že Liptákov leží v Jizerských horách, a zároveň vyvrací možné domněnky o tom, že předobrazem Liptákova mohly být Stará Huť nebo Vesec u Sobotky, které mu propůjčily svoji podobu pro potřeby divadla či filmu.
Minisérie Stopy Járy Cimrmana přináší zásadní informaci, že předlohou Liptákova se Zdeňku Svěrákovi a Ladislavu Smoljakovi staly Příchovice, které leží nedaleko Tanvaldu. V této vsi se nachází muzeum Cimrmanovy doby, rozhledna Maják Járy Cimrmana a další místa spojená s životem a dílem tohoto fiktivního génia. 

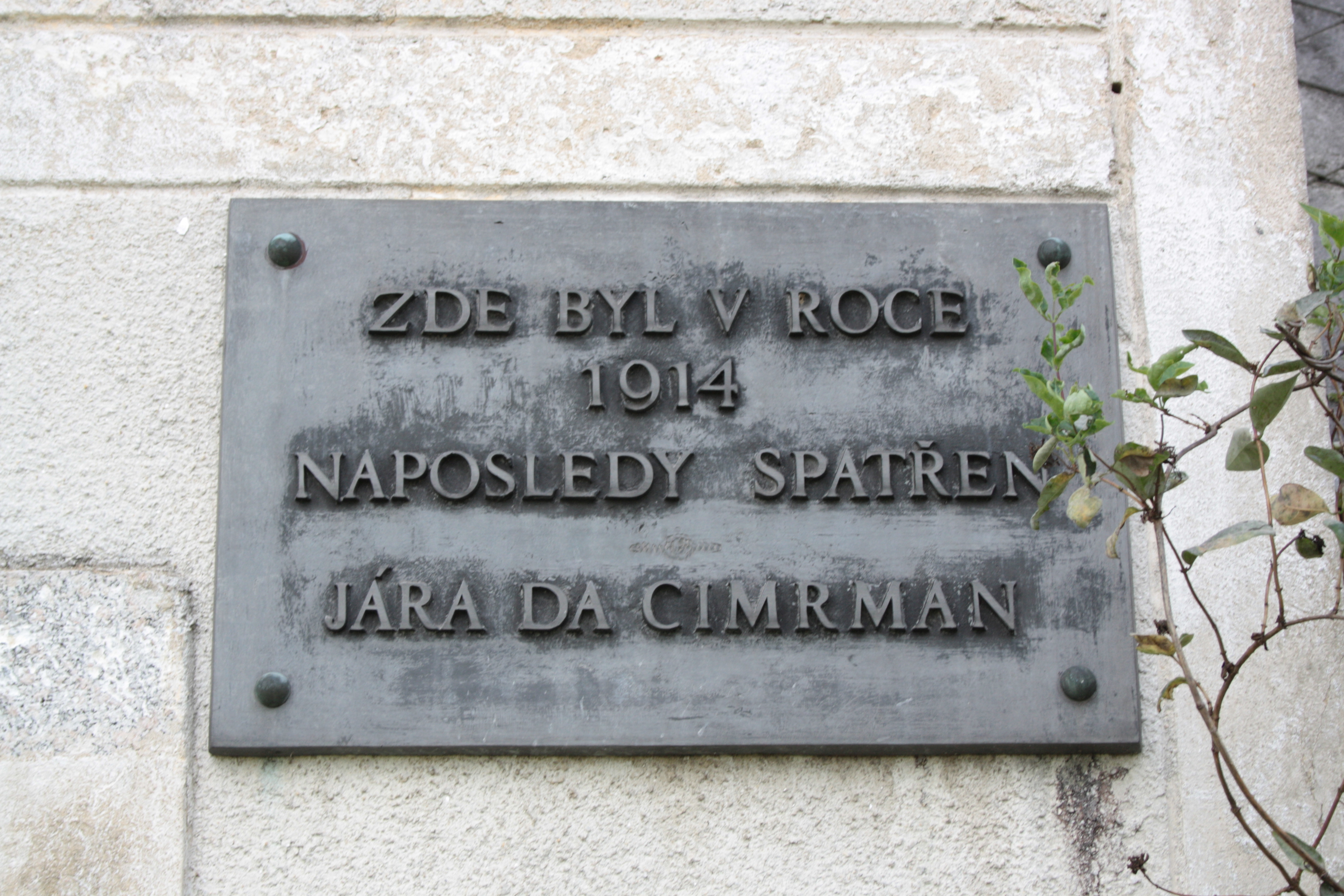
Pamětní deska na domě číslo popisné 21 ve Ferdinandově

Ve Ferdinandově, který se nachází v jiné části Jizerských hor, je instalována pamětní deska, která uvádí, že právě zde byl Cimrman naposledy spatřen. Dle filmu Jára Cimrman ležící, spící Cimrmana naposledy spatřili jeho žáci, když odcházel z Liptákova.

## Odraz v kultuře
Název „Liptákov“ mají z recese ve svých názvech různé sportovní oddíly a spolky, jako například Kanoe klub Liptákov, který působí v Krnově.